# Milazzo
Milazzo je město v provincii Messina, na severovýchodě Sicílie v Itálii. Milazzo leží na pobřeží Tyrhénského moře, jižně od města se rozkládá pohoří Peloritani. Messina leží 35 km východně, Palermo 200 km západně. Pozoruhodné je umístění starého města s pevností (Castello di Milazzo) na přibližně 5 km dlouhém a necelý 1 km širokém poloostrově vybíhajícím do Tyrhénského moře. Hlavními ekonomickými aktivitami v oblasti jsou zemědělství, rybolov a průmyslová výroba. Přístav v Milazze poskytuje spojení s Eolskými ostrovy.